# Amaia Gorostiza Telleria
Amaia Gorostiza Telleria (Eibar, Guipúscoa, 1961) és una empresària basca i primera dona presidenta del club de futbol Societat Esportiva Eibar, club de futbol de la Primera Divisió espanyola.

## Biografia
Amaia Gorostiza Tellería va néixer a Eibar el 1961 i va ser nomenada presidenta del consell d'administració de la S.D.Eibar el 2016 després de la dimissió d'Alex Aranzábal; era consellera del club des de 2014.
El 2017 va ser triada presidenta per altres 5 anys amb la candidatura denominada Sigamos, formada per 13 persones, després de rebre el suport majoritari dels accionistes de la societat anònima esportiva. És la primera presidenta en els 76 anys d'història del club blaugrana.
Gorostiza és membre del consell d'administració del Grup Amaya Tellería, empresa que va reflotar la seva mare Amaya Telleria convertint un taller mecànic dels anys 50 en una empresa dedicada a dissenyar i fabricar components d'automoció; també és consellera i membre de la Comissió Econòmica d'Elkargi SGR, consellera de Dominion i interventora d'APD Zona Nord.